# Archenemy
Archenemy è un film del 2020 diretto da Adam Egypt Mortimer.

## Trama
Max Fist è un senzatetto alcolizzato che afferma di essere stato un supereroe in un mondo chiamato Chromium. Dice che mentre combatteva la sua nemesi Cleo e cercando di proteggere il suo mondo dal suo malvagio dispositivo apocalittico, è scivolato attraverso un'apertura tra il tempo e lo spazio e si è schiantato sulla Terra, dove i suoi poteri sono inerti. L'aspirante giornalista Hamster intervista Max e lentamente diventa suo amico. Nel frattempo, la sorella di Hamster, Indigo lavora per uno spacciatore chiamato il manager sperando di fare una vita migliore per se stessa e suo fratello.